# Cyathea baileyana
Cyathea baileyana là một loài thực vật có mạch trong họ Cyatheaceae. Loài này được (Domin) Domin mô tả khoa học đầu tiên.

## Hình ảnh

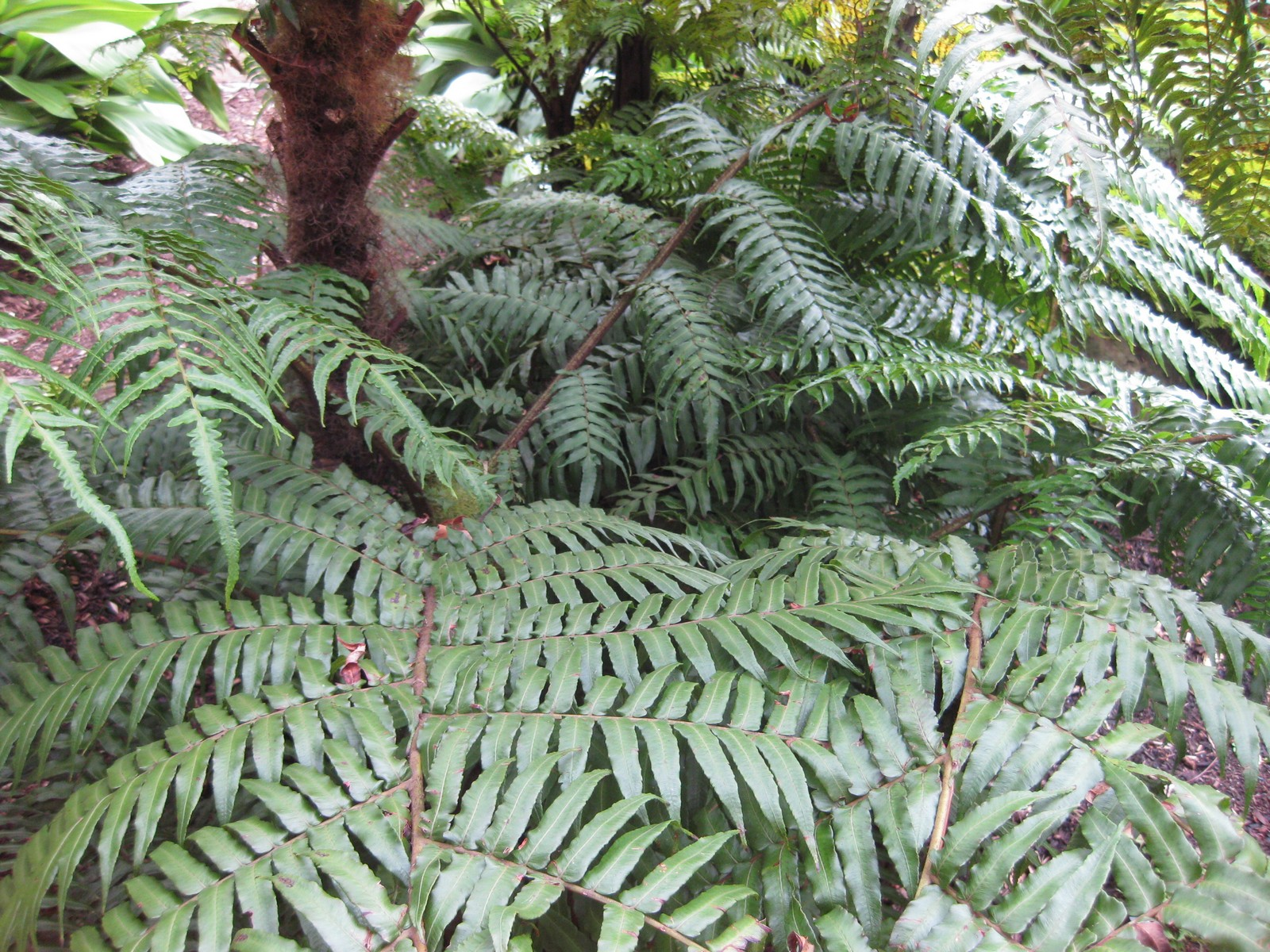
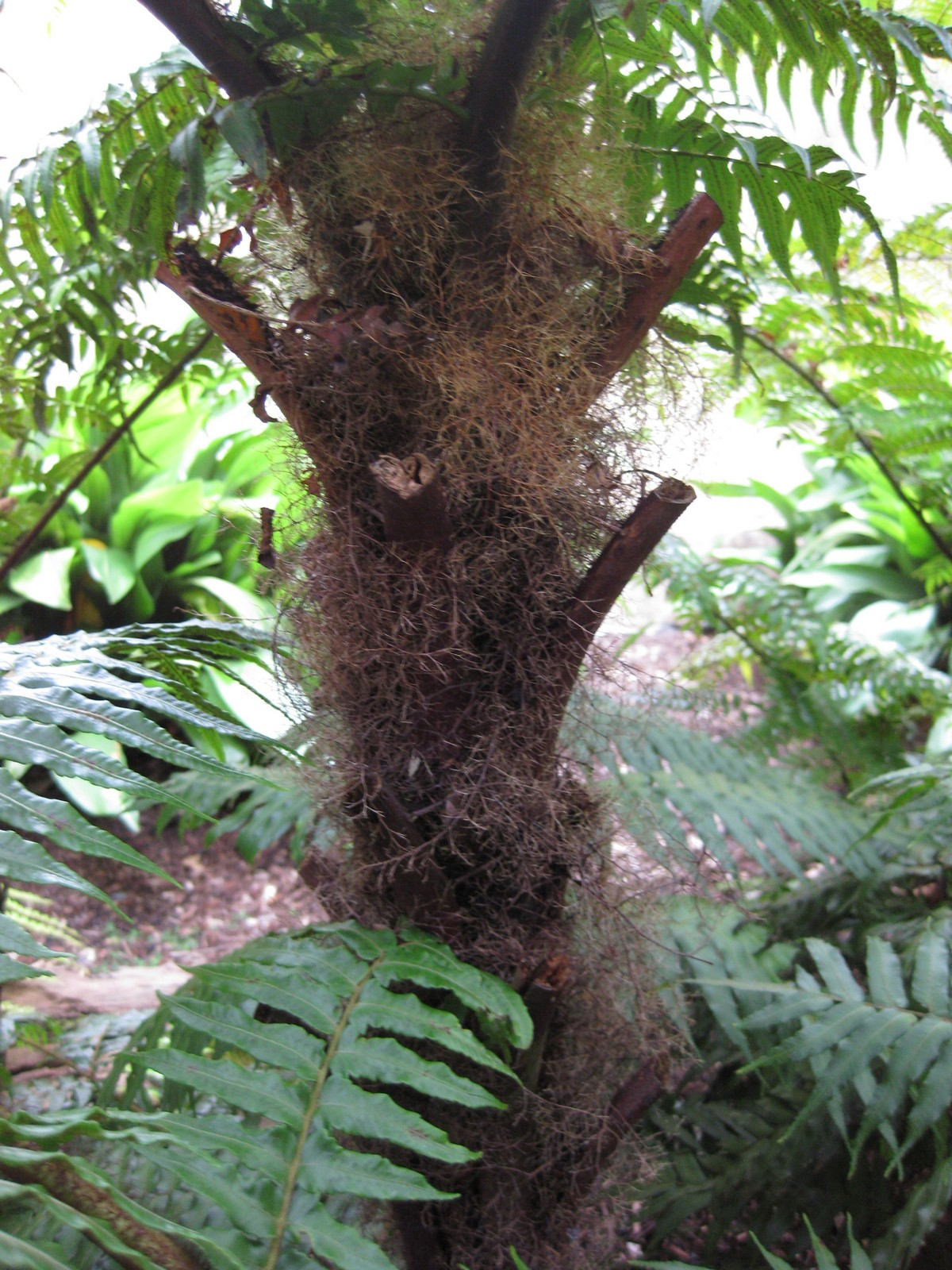
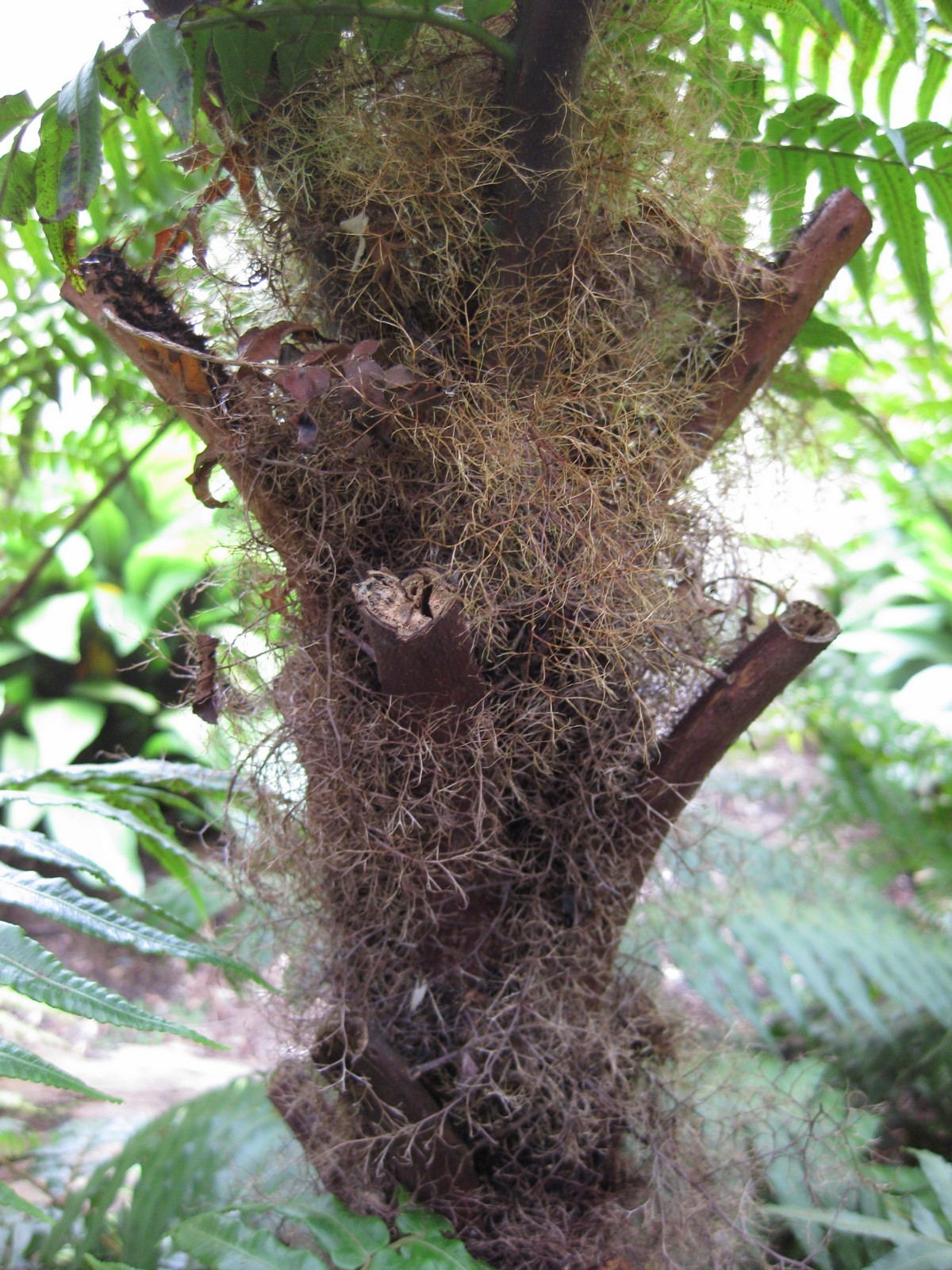
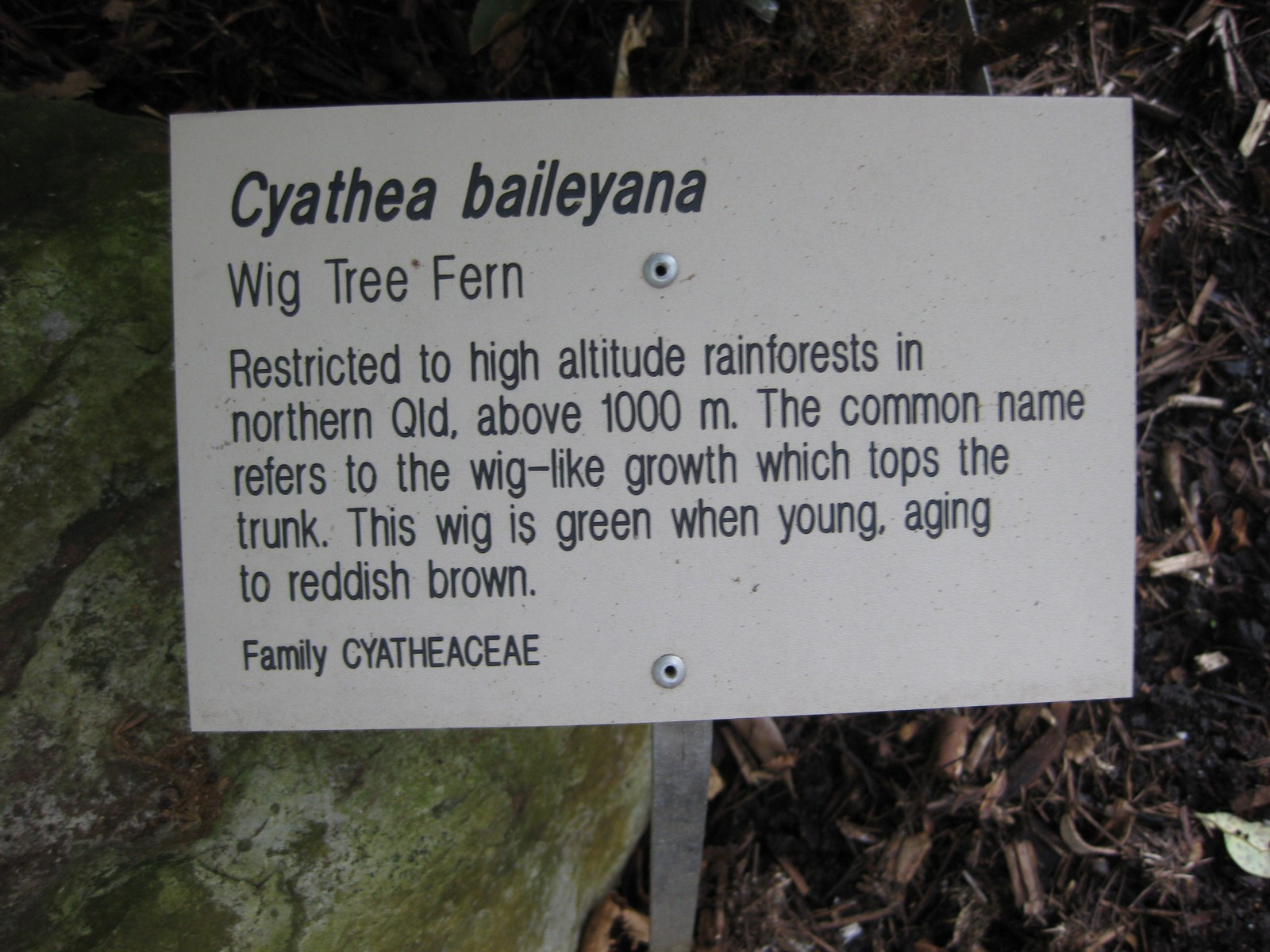